# Batalha de Badajoz
A Batalha de Badajoz, travada na noite de 6 para 7 de abril de 1812, com o objectivo de capturar aquela praça, então ocupada pelos franceses, foi o culminar de um cerco efectuado pelo Exército de Wellington, com início a 16 de março. A guarnição francesa, sob o comando do General Philippon, só se rendeu quando as forças de Wellington se encontravam já dentro da praça. Este facto originou uma acção de saque que foi dos mais violentos da Guerra Peninsular.

## Antecedentes
Enquanto decorria a Terceira Invasão Francesa, Soult capturou Badajoz, numa tentativa de criar condições para as suas tropas entrarem em Portugal pelo eixo Sul. A Praça de Badajoz caiu em poder das tropas francesas a 11 de Março de 1811. As ameaças surgidas na Andaluzia obrigaram Soult a voltar rapidamente para aquela província espanhola e a deixar uma guarnição francesa na Praça de Badajoz (Ver o artigo Primeiro Cerco de Badajoz). Os Aliados tentaram recuperar aquela praça mas não conseguiram o seu intento (Ver artigo Cercos de Badajoz na Guerra Peninsular).
Finalmente, em 1812, após a captura de Ciudad Rodrigo que, juntamente com a Praça de Almeida, garantia o domínio do eixo de invasão a Norte, Wellington reuniu as suas unidades com a finalidade de obter o mesmo resultado no eixo Sul. Só desta forma poderia avançar em Espanha.

## A Praça de Badajoz
A cidade de Badajoz, na altura com 16 000 habitantes, cresceu à volta do castelo medieval. No século XVII, durante as Guerras da Restauração da Independência de Portugal, foi construindo um conjunto de muralhas adequado aos conceitos defensivos da época e que englobava todo o tecido urbano.
A fortificação da cidade era constituída por oito baluartes, com cerca de 9 metros de altura, ligados através de muralhas muito fortes, com uma altura entre 7 e 8 metros, que se uniam no antigo castelo. Este situava-se na parte Nordeste das muralhas, sobre uma colina íngreme que atingia cerca de 30 metros acima do nível das águas do Rio Guadiana.
O Rio Guadiana passava a norte da cidade. Na margem norte do Guadiana, o forte de San Cristobal dominava as zonas altas daquele lado do rio. Uma ponte antiga, a Ponte de Palmas, construída em 1460, com trinta arcos e 585 metros de comprimento,  ligava as duas margens e, na margem norte, era defendida por uma fortificação que aparece designada, quer em língua francesa, quer em língua inglesa, por Tete Du Pont. Da praça saía-se para a ponte pela Porta de Palmas.
Existiam algumas obras exteriores que permitiam exercer controlo sobre as vias de aproximação da cidade: a Luneta de San Roque e o forte Picurina, do lado Sudeste, e o forte Pardaleras do lado Sudoeste.
A ribeira de Rivillas corre paralela às muralhas viradas a Este e tinha sido construída uma represa para permitir inundar os terrenos mais baixos, entre o forte Picurina e a Lunette San Roque, o que limitava os movimentos na área.

## As forças em presença

### As forças francesas

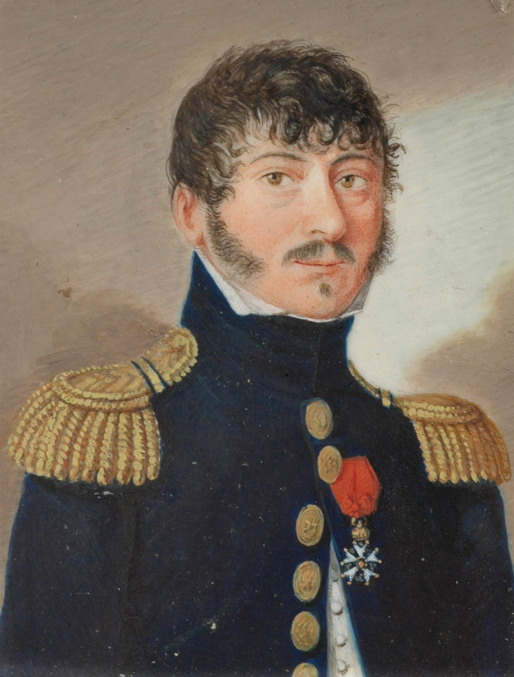
General Armand Phillipon, governador francês da praça de Badajoz

O governador da praça de Badajoz - comandante da sua guarnição - era o General Armand Philippon. A guarnição da praça tinha um efectivo de aproximadamente 4 700 homens, contando com os elementos de apoio logístico e estado-maior, e dispunha de munições e de víveres para sete semanas. As tropas combatentes presentes no dia 15 de março eram as seguintes:
- Cinco batalhões mais duas companhias de infantaria de linha, franceses, com 2 897 homens;
- Dois batalhões do Regimento de Hesse-Darmstadt (em alemão), da Divisão Rheinbund do Exército do Centro, com 910 homens;
- Três baterias de artilharia, com 261 homens;
- Engenheiros e sapadores, 260 homens;
- Um pequeno corpo de cavalaria com 42 homens;
- Uma companhia de Juramentados espanhóis, que tinha escoltado um comboio de abastecimentos e ficou retida na cidade quando o cerco teve início, com 54 homens.

Todas as tropas francesas e especialmente o governador e a maior parte do seu estado-maior conheciam bem a praça pois já ali se encontravam há vários meses.

### O Exército de Wellington
O exército anglo-luso, sob o comando de Wellington estava organizado em dois corpos de tropas: a força de ataque a Badajoz, na qual se incluíam os meios para pôr cerco à praça, e a força de cobertura, destinada a conter qualquer tentativa de ajuda à guarnição francesa sitiada. Ao reunir as suas tropas na região de Elvas, Wellington contava com perto de 60 000 homens. Ao contrário do que sucedera em batalhas anteriores, o exército anglo-luso englobava agora um forte corpo de cavalaria, em situação de igualdade com o exército de Soult (Exército do Sul ou Exército da Andaluzia) que constituía a ameaça mais próxima.

#### A força de ataque à praça de Badajoz
Para o ataque à Praça de Badajoz, Wellington utilizou as seguintes unidades:

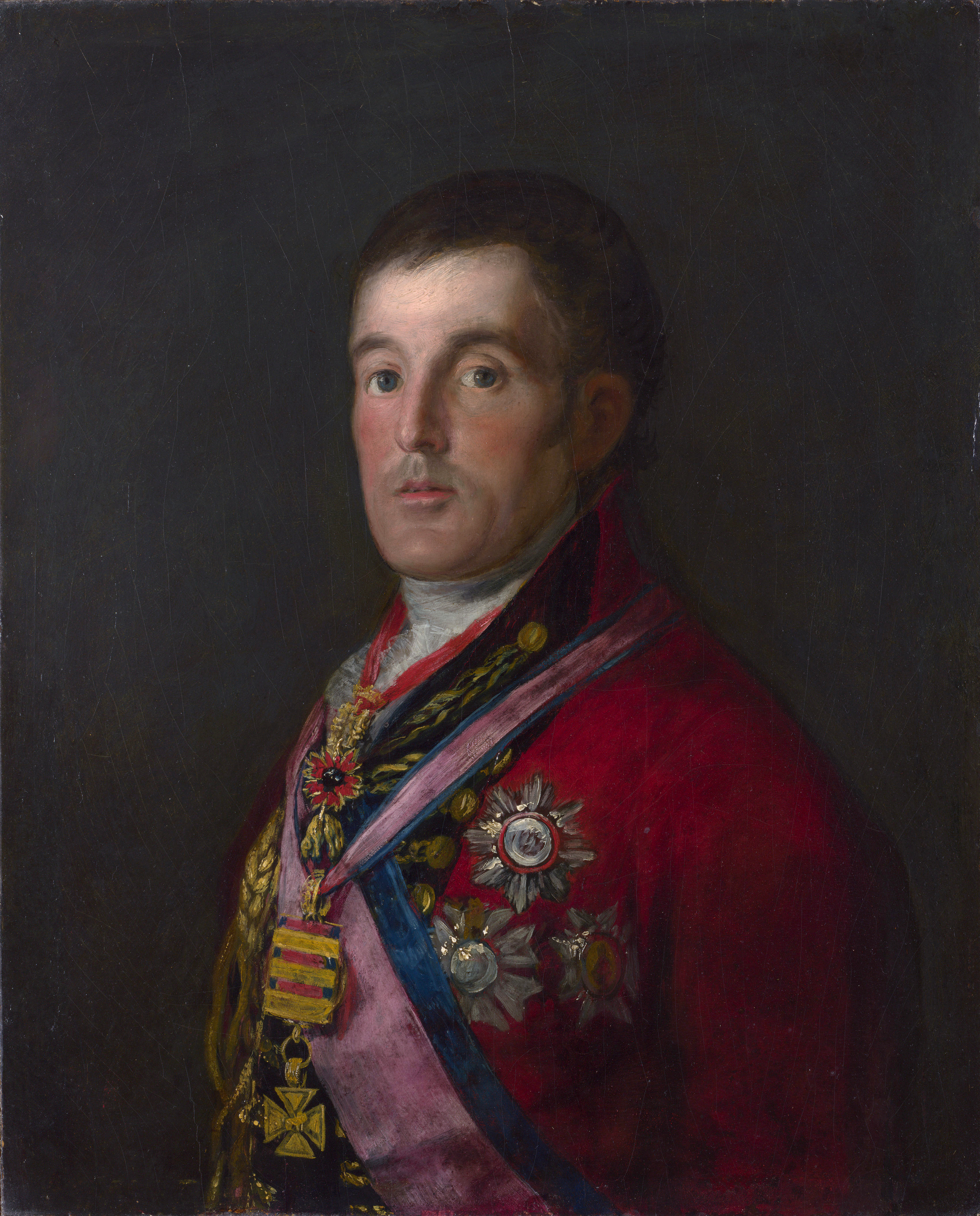
O Duque de Wellington. Retrato por Francisco Goya

- 3ª Divisão – Brigadeiro-General Sir Thomas Picton

1ª Brigada – Major-General James Kempt - 1/45th, 74th (regimento com um único batalhão), 1/88th, 5/60th.
2ª Brigada – Coronel J. Campbell - 2/5th, 77th (regimento com um único batalhão), 2/83rd, 94th (regimento com um único batalhão)
8ª Brigada Portuguesa – Brigadeiro Champalimaud - RI 9, RI 21.
- 4ª Divisão – Major-General Charles Colville

1ª Brigada – Major General Kemmis - 1/40th, 3/27th, 5/60th (1 companhia)
2ª Brigada – Major General Sir Edward Pakenham - 1/7th, 1/23rd, 1/48th
9ª Brigada Portuguesa - Coronel Richard Collins - RI 11, RI 23, Caçadores 7
- 5ª Divisão de Infantaria (menos a 2ª Brigada), sob o comando do Tenente General Sir James Leith:

1ª Brigada – Major-General Hay – 3/1st, 1/9th, 2/38th, Brunswick Oels (1 companhia);
2ª Brigada da 5ª Divisão de Infantaria – Major-General Walker - 1/4th, 2/30th, 2/44th, Brunswick Oels (1 comp)
3ª Brigada Portuguesa (Independente) - Brigadeiro William Frederick Sprye – RI 3, RI, Caçadores 8;
- Divisão Ligeira – Tenente-Coronel Andrew Francis Barnard

1ª Brigada - Tenente-Coronel Andrew Francis Barnard - 1/43rd, 95th (8 ou 11 companhias? dos 3 batalhões do regimento), Caçadores 1
2ª Brigada – Vandeleur - 1/52nd, 1/95th (4 companhias), Caçadores 3

#### A força de cobertura
Como força de cobertura, Wellington organizou dois corpos fortes em cavalaria. Tinham a seguinte constituição:
- O primeiro corpo de tropas, sob o comando do Tenente-General Sir Thomas Graham, tinha cerca de 19 000 homens e era constituído por:

1ª Divisão de Infantaria, sob o comando do Tenente-General Sir Thomas Graham;
6ª Divisão de Infantaria, sob o comando do Tenente-General Sir Henry Clinton;
7ª Divisão de Infantaria, sob comando do Major-General Sir Charles Alten (Carl August von Alten);
Corpo de Cavalaria de Slade;
Corpo de Cavalaria de Le Marchand (Major-General John Gaspard Le Marchant).
- O segundo corpo de tropas, sob o comando do Tenente-General Sir Rowland Hill, tinha cerca de 14 000 homens e era constituído por:

2ª Divisão de Infantaria, sob o comando do Tenente-General Sir Rowland Hill;
Divisão Portuguesa de Infantaria, sob comando do Tenente–General John Hamilton;
Corpo de Cavalaria Britânica de Long;
Corpo de Cavalaria Portuguesa de Campbell (Coronel John Campbell).

#### Outras forças à disposição de Wellington
Wellington podia dispor, a partir de 21 de março, para além das forças de cerco e de cobertura, de cerca de 12 000 homens das seguintes unidades:
- 1ª Brigada Portuguesa (Independente) – Brigadeiro Dennis Pack – RI 1, RI 16, Caçadores 4;
- 10ª Brigada Portuguesa (Independente) – Brigadeiro Thomas Bradford – RI 13, RI 24, Caçadores 5;
- Brigada de Cavalaria da King’s German Legion – Major-General George Bock – 1º e 2º Regimentos de Dragões;
- 3ª Brigada da 1ª Divisão de Cavalaria – Tenente-Coronel Frederick Cavendish Ponsonby (em substituição do Tenente-Coronel George Anson) – 14º e 16º Regimentos de Dragões Ligeiros.

Wellington podia ainda contar com as tropas de Penne Villemur e de Morillo, cerca de 1 000 sabres e 4 000 baionetas. O General Castaños, comandante do Exército Espanhol da Estremadura, deu ordem para aquelas forças marcharam das regiões de Cárceres e Valência de Alcântara para o Baixo Guadiana com a finalidade de entrar no Condado de Niebla, juntar-se a uma guarnição militar espanhola de Ayamonte e atacar Sevilha assim que tivessem conhecimento de que Soult tinha marchado para Norte, para Badajoz. O plano era obrigá-lo a voltar para trás para enfrentar esta ameaça.

## As Operações

### A estratégia de Wellington
Quando Wellington começou a enviar a sua artilharia de cerco para Elvas, a infantaria e a cavalaria mantiveram-se nas mesmas posições para esconder dos franceses a intenção de se dirigir para Sul. Só a partir de 19 de fevereiro, as suas divisões começaram a retirar da forma mais discreta possível. O quartel-general de Wellington só saiu de Freneda, perto de Fontes de Onor, no dia 5 de março e a frente foi mantida à custa da 5ª Divisão e o 1º Regimento de Hussardos da King's German Legion. O objectivo era iludir as forças francesas por forma a que o Marechal Marmont, comandante do Armée du Portugal, continuasse a acreditar que o exército anglo-luso continuava concentrado a Norte.
Wellington tinha então de conduzir as operações por forma a que a praça de Badajoz estivesse capturada antes que o Marechal Marmont tivesse conhecimento da situação e conseguisse reunir as suas forças e avançar para Sul. Wellington assumiu que Marmont não chegaria a tempo de impedir a captura da praça de Badajoz e preocupou-se, por um lado, em garantir a segurança das operações de cerco perante a possível ameaça das forças francesas estacionadas na Estremadura espanhola ou até perante a possibilidade de Soult tentar libertar a praça com as forças disponíveis do Armée du Sud; por outro lado, em desenvolver as operações de cerco e assalto da praça de Badajoz tão rapidamente quanto possível.

### A Preparação do Cerco
Após a captura de Ciudad Rodrigo, era necessário concentrar perto de Badajoz, as tropas, as armas e os equipamentos destinados ao cerco. Elvas, pela sua proximidade, era a base ideal para a reunião dessas forças. As unidades de infantaria, cavalaria e artilharia de campanha podiam deslocar-se normalmente pelas estradas (embora más) que conduziam para Sul. A artilharia de cerco, pesada e difícil de transportar, constituía o maior problema.
Wellington enviou uma parte do seu trem de cerco pelas estradas da Beira e a outra parte por mar. Esta desceu o Douro em barcaças, foi transportada até Setúbal e daí, por barcaça, até Alcácer do Sal, de onde seguiram em carros puxados por bois até Elvas. Para coordenar estes movimentos a partir de Setúbal, Wellington enviou um oficial de artilharia, Alexander Dickson, a Setúbal. Este oficial tinha ainda outra missão: levar para Elvas vinte peças de 18 libras dos navios britânicos fundeados no Tejo. O Almirante Berkeley, comandante da esquadra, decidiu, no entanto, enviar vinte peças dos navios russos estacionados no Tejo desde 1808. Dickson conseguiu encontrar em Lisboa munições adequadas àquelas peças que eram também de 18 libras mas diferentes das britânicas.
No dia 8 de março, todas as cinquenta e oito peças do trem de cerco estavam na região de Elvas, prontas a serem aplicadas. Embora o Coronel Firmingham fosse o oficial de artilharia mais antigo, Wellington entregou a coordenação do emprego da artilharia no cerco ao Tenente-Coronel Dickson. Este oficial tinha, então, sob seu comando, 15 oficiais de artilharia britânicos, 5 da King's German Legion e 17 portugueses, além de 300 praças britânicas e 560 portuguesas.
Parte dos equipamentos necessários para a operação de cerco foram feitos em Elvas pela sua guarnição. Estava também disponível um trem de 22 pontões, indispensável à rápida travessia do Guadiana. O trem de cerco incluía, entre muitos outros elementos, 1 000 pás, 80 000 sacos de areia, 1 200 picaretas e 300 machados.
Com excepção das poucas tropas que tinham ficado no Norte, no dia 14 de março o exército de Wellesley, perto de 60 000 homens, estava concentrado na região de Elvas. A maior parte das unidades tinha seguido a rota Sabugal – Castelo Branco – Vila Velha de Ródão - Nisa. A 1ª Divisão tinha passado por Abrantes a fim de receber a sua dotação de fardamento. Alguma cavalaria e as duas Brigadas Portuguesas Independentes de Pack e de Bradford tinham feito o percurso por Coimbra e Tomar. Wellington chegou a Elvas, com o seu quartel-general, no dia 12 de março.
O oficial de engenharia mais antigo era o Coronel Fletcher. No início do cerco tinha a seu cargo apenas 115 homens dos Royal Military Artificers. Na fase final do cerco recebeu um reforço vindo de Cádis. Foram utilizados como sapadores cerca de 120 homens da 3ª Divisão. A carência de pessoal de engenharia era o ponto fraco do cerco e esta situação contrastava com a situação nos exércitos franceses, situação que se encontra mencionada frequentemente na correspondência de Wellington com Londres.

### A força de cobertura
No dia 16 de março, os dois corpos de tropas destinados a actuar como força de cobertura iniciavam a sua missão. O corpo de tropas do General Graham atravessou o Guadiana e avançou pela estrada que conduzia a Sevilha, por Santa Marta e Villafranca. O corpo de tropas do General Hill marchou pela margem norte do Guadiana, passou por Montijo e seguiu em direcção a Mérida que não estava ocupada por nenhuma força desde 17 de janeiro. A missão destes dois corpos de tropas era, por um lado, manter afastadas as divisões francesas de Drouet e de Daricau que se encontravam na Estremadura e, por outro, vigiar uma provável aproximação de Soult a partir da Andaluzia (Graham) e de Marmont a partir de Norte (Hill).
A única força que poderia causar sérios transtornos no desenrolar das operações era o Armée de Portugal, sob comando do Marechal Marmont. Se esta força avançasse antes da captura da praça de Badajoz, Wellington teria dificuldade em manter o cerco pois, neste caso, a força de cobertura não tinha dimensão suficiente para enfrentar aquela ameaça.

### O cerco
No dia 16 de março, os engenheiros britânicos inspeccionaram a fortaleza. Puderam observar que as obras de defesa tinham sido melhoradas desde o último cerco, em 1811. A aproximação a alguns baluartes foi dificultada com a construção de uma barragem na Ribeira de Rivillas. Esta obra provocou a inundação da zona entre os baluartes de San Pedro e Trinidad. O forte Pardaleras tinha sido ligado à cidade por uma trincheira bem protegida. Foram construídas meias luas nos baluartes S. Vicente, San José e Santiago. Por um desertor francês, foi possível localizar as contra-minas defensivas para protegerem o baluarte de San Vicente e San José.

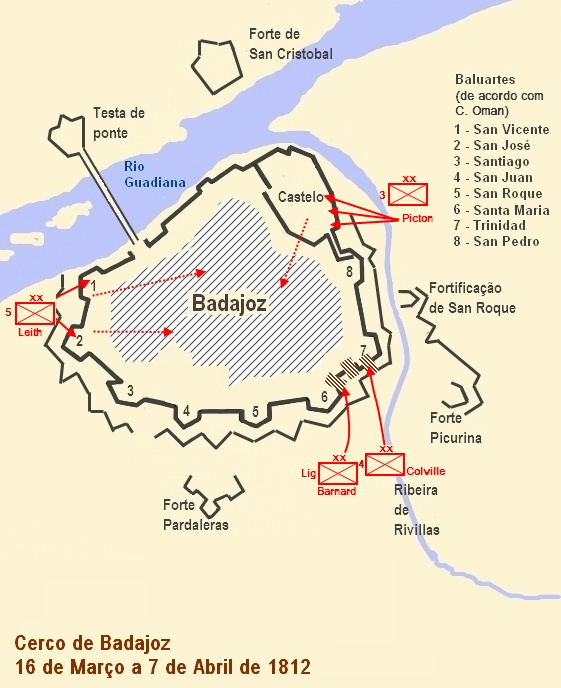
Mapa do Cerco de Badajoz (1812)

Aqueles baluartes eram os mais acessíveis, mas as contra-minas iriam dificultar muito a aproximação às muralhas. O forte Picurina era mais fraco do que o forte Pardaleras. Se o primeiro destes fortes fosse capturado, ganhava-se uma posição muito vantajosa para bombardear os baluartes Santa Maria e Trinidad. Apesar da necessidade de não perder tempo e de as operações contra o Picurina demorarem um ou dois dias, este foi o plano de ataque à praça de Badajoz.
Ao meio-dia de 19 de março, cerca de 1 000 homens saíram da praça e atacaram as obras de cerco das forças anglo-lusas. Este ataque não provocou grandes danos nas obras, mas os soldados conseguiram apoderar-se de muitas ferramentas e provocaram 150 baixas, entre elas o Coronel Fletcher, que foi ferido. Os franceses perderam 304 homens. Este ataque foi repelido e os trabalhos foram retomados de imediato mas com dificuldade devido ao forte fogo francês a partir dos baluartes e também devido às fortes chuvas que então se registaram. Esta situação de mau tempo só terminou no dia 24 à tarde e só então foi possível avançar com os trabalhos a um ritmo normal. As chuvas fizeram subir o caudal do rio e as duas pontes que mantinham a ligação com Elvas foram arrastadas.
Na manhã do dia 25, dez bocas de fogo abriram fogo contra o forte Picurina e dezoito bocas de fogo bombardearam os baluartes mais próximos daquele forte. Nesse mesmo dia, às 22H00, um corpo de tropas de pouco mais de 500 homens da Divisão Ligeira e da 3ª Divisão, sob comando do General Kempt, atacaram o forte. Os franceses ofereceram forte resistência e provocaram um número muito elevado de baixas aos atacantes: 54 mortos e 265 feridos. Dos franceses, 1 oficial e 40 praças conseguiram retirar para a cidade, tendo 83 sido mortos ou feridos e 145 aprisionados, entre eles o Coronel Thiery, comandante do forte e mais três oficiais. Philippon tentou uma saída a partir do baluarte de San Roque para tentar recuperar o forte Picurina mas o batalhão que executou essa acção foi facilmente batido a partir das trincheiras, sofreu 50 baixas e teve de retirar para o interior das muralhas.
A captura do Picurina permitia a Wellington estabelecer as suas forças a 350 metros do baluarte Trinidad e a 400 metros do Santa Maria. Isto iria permitir bater os baluartes a partir de uma posição mais favorável e obter maior eficácia com o fogo de artilharia. Não se deve esquecer, no entanto, que a instalação das peças de artilharia foi um trabalho duro e que provocou baixas nos sitiantes pois o fogo da artilharia francesa a partir dos baluartes ia provocando danos e dificultando os trabalhos apesar de esses baluartes estarem a ser batidos pela artilharia de Wellington. Só no dia 30 de março foi possível fazer fogo com uma bateria de artilharia, a partir do forte Picurina, sobre os baluartes Santa Maria e Trinidad.
A construção dos baluartes era forte mas o fogo de artilharia era intenso e, no dia 2 de abril, ambos começavam a mostrar sérios danos. Ficou claro que, com mais uns dias de bombardeamento eles iriam ruir. Tinha surgido um outro contratempo: as chuvas intensas até ao dia 24 de Março tinham feito subir o nível da água na ribeira de Rivillas o que constituía um obstáculo até às muralhas. A barragem construída na ribeira não deixava escoar a água. Com fogo de artilharia e com a colocação de cargas explosivas tentou-se destruir a barragem mas não foi obtido o resultado desejado.
Entretanto, com a continuação dos bombardeamentos, foram criadas duas brechas: a maior, no baluarte Trinidad, e a mais pequena, no lado esquerdo do Santa Maria (entre este baluarte e o Trinidad). Os franceses tentavam por todos os meios criar obstáculos nesta zona das muralhas: tiraram o entulho do fosso e até o tornaram mais fundo, reconstruiam todas as noites os parapeitos arruinados e começaram a construir trincheiras entre as casas por forma a defenderem a zona onde as brechas poderiam permitir a entrada dos atacantes. Tudo indicava que os franceses se preparavam para uma defesa a todo o custo.
Wellington foi informado por alguns espanhóis de que a cortina da muralha entre os baluartes Santa Maria e Trinidad tinha pontos fracos pois fora mal construída. Decidiu adiar o ataque à cidade por mais um dia a fim de explorar esta informação. Após poucas horas de bombardeamento no dia 6 de Abril, foi criada uma terceira brecha, tão praticável como as outras. Para que o inimigo não tivesse tempo de construir ali obras defensivas que anulassem a vantagem obtida, foi dada ordem para desencadear o ataque às 19h30 desse dia.

### A batalha de Badajoz
Para o assalto à Praça de Badajoz foi concebido o seguinte plano: realizar o ataque principal na zona onde tinham sido criadas as brechas nas muralhas e, simultaneamente, realizar dois ataques secundários por forma a confundir o inimigo e impedi-lo de desviar mais forças para a zona do ataque principal.
A 4ª Divisão de Infantaria (Colville) e a Divisão Ligeira (Barnard) receberam a missão de executar o ataque principal. A 4ª Divisão iria assaltar duas brechas: a que tinha sido aberta no baluarte Trinidad e a que tinha sido criada nesse mesmo dia, entre aquele baluarte e o Santa Maria. A Divisão Ligeira iria assaltar a brecha criada no flanco do baluarte Santa Maria. A inundação provocada no Rivillas deixava pouco espaço de manobra do lado direito, onde actuava a 4ª Divisão.

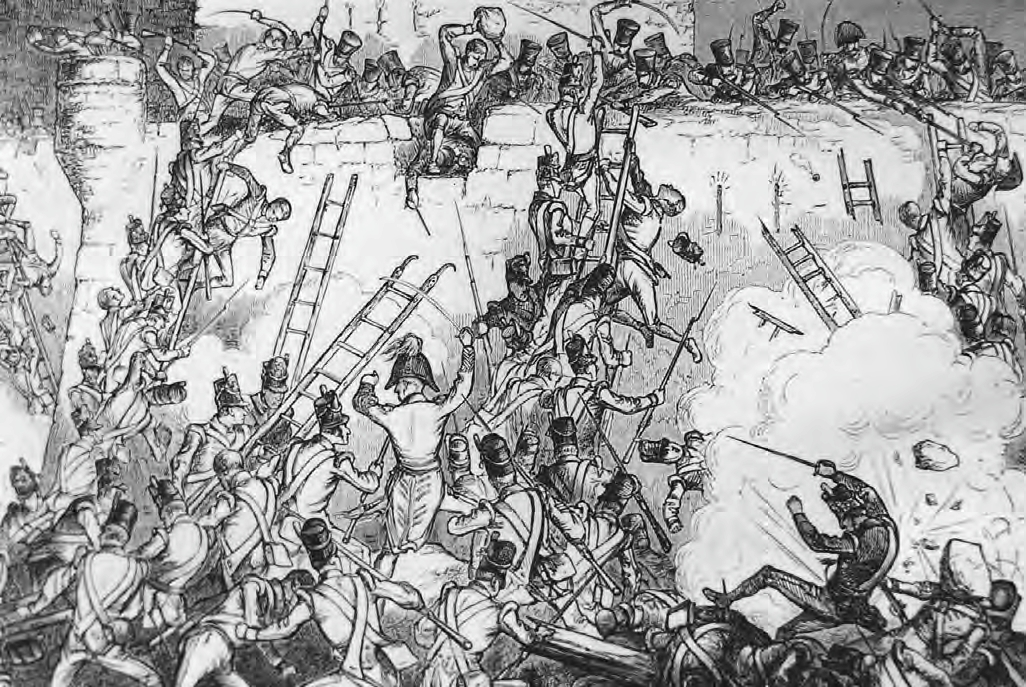
Tentativa da Infantaria Britânica para escalar as muralhas de Badajoz.

Ambas as divisões estavam incompletas pois tinham destacado tropas para outras missões. A 4ª Divisão tinha destacado tropas para a guarda das trincheiras e que deveriam capturar a luneta de San Roque e apoiar as acções de destruição da represa que estava a provocar as inundações do Rivillas. Por isto, a 4ª Divisão realizou o ataque às duas brechas apenas com 3 500 homens. A Divisão Ligeira destacou tropas para manterem fogo de mosquete sobre os baluartes à esquerda daquele que ia ser atacado. Assim, realizou o ataque principal apenas com 3 000 homens.
Os ataques secundários foram realizados pela 3ª Divisão (Picton) e pela 2ª Brigada da 5ª Divisão (Walker). A Divisão do General Picton iria lançar um assalto ao castelo, utilizando o método de escalada, isto é, em vez de tentar abrir brechas nas muralhas para penetrar no recinto, iriam tentar surpreender o inimigo e, com escadas, atingir o cimo das muralhas. A Brigada do Major-General Walker iria desencadear uma acção idêntica sobre o baluarte San Vicente, um dos baluartes menos batidos pelo fogo.
O ataque, inicialmente marcado para as 19h30, foi adiado para as 22h00. A aproximação das zonas onde cada unidade deveria efectuar o assalto era guiado por oficiais de engenharia que conheciam bem o dispositivo das trincheiras e obstáculos. Na frente das tropas seguiam destacamentos (cerca de 500 por divisão) que transportavam as escadas e sacos de feno para lançarem o fosso e facilitar a sua transposição.

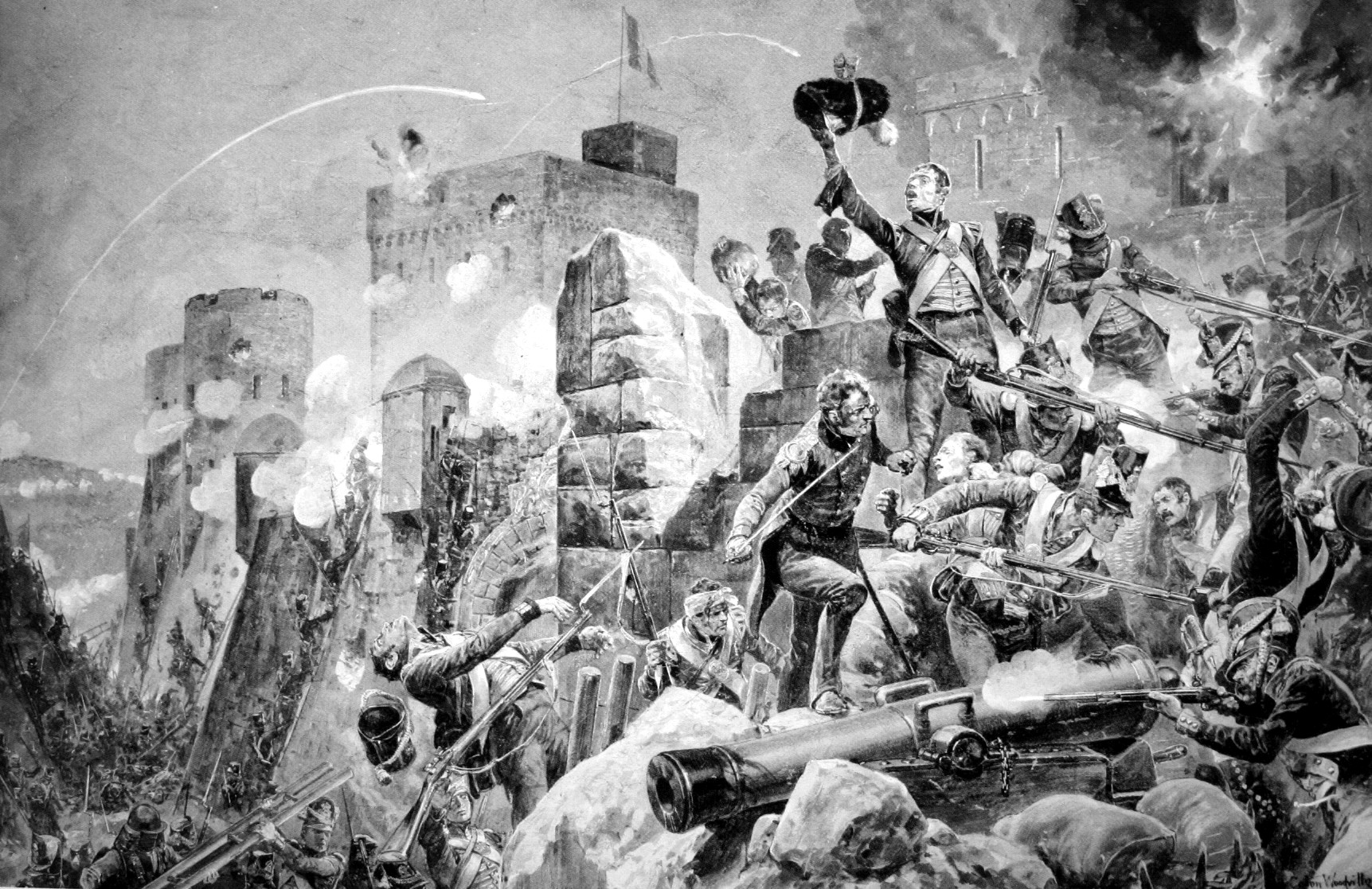
"The Devil's Own" 88º Regimento no cerco de Badajoz. Aguarela a cinzento por Richard Caton Woodville Jr. (1856-1927)

O primeiro ataque a ser desencadeado foi o da 3ª Divisão. Tendo sido descobertos pelos franceses, Picton ordenou que o ataque da sua divisão fosse executado imediatamente, pelas 21h45, para que os seus homens não se mantivessem parados debaixo de fogo. A escalada não foi, portanto, efectuada de surpresa. As forças francesas que ali se encontravam, do Regimento de Hesse-Darmstadt, não eram numerosas, mas ofereceram uma forte  resistência. As forças atacantes, no entanto, não desistiram enquanto não conseguiram ocupar a zona superior das muralhas. O primeiro assalto foi lançado pela Brigada de Kempt e o segundo pela de Champalimaud. Só quando a Brigada de Campbell se juntou às outras e deu um novo ímpeto ao ataque, o topo das muralhas ficou na posse dos aliados. Eram cerca das 23h00 e os combates para se apoderarem de todo o castelo duraram até às 24h00. Encontrava-se ali quase toda a reserva de munições e abastecimentos dos franceses. Nos cerca de 4 000 homens empenhados, as baixas atingiram aproximadamente 500 britânicos e 200 portugueses.
O ataque principal foi desencadeado de acordo com o horário previsto. Quando se aproximaram do fosso, as tropas foram descobertas. Os franceses estavam bem preparados, esperavam este ataque e tinham criado toda a espécie de obstáculos. Parte do fosso tinha ficado inundado e, sendo mais fundo do que o esperado, provocou a morte por afogamento a cerca de 20 soldados portugueses. A 4ª Divisão foi obrigada a mover-se mais para a esquerda. Em dada altura as tropas de ambas as divisões começaram a misturar-se. As dificuldades encontradas no avanço e a chegada das tropas que seguiam mais à retaguarda provocaram grande acumulação de tropas no fosso e confusão nas direcções a seguir.
Uma série de engenhos explosivos provocaram um número elevado de baixas. Dos oficiais de engenharia que seguiam com as unidades e conheciam o trajecto, só dois escaparam. A maior parte dos homens dirigiu-se para o Trinidad. Só uma parte da Divisão Ligeira se dirigiu para o Santa Maria. Quase ninguém se dirigiu para a brecha central, aquela em que as defesas estavam mais frágeis.
Foram gastas cerca de duas horas em tentativas de passar as brechas. Efectuaram-se assaltos sucessivos sem que se conseguisse avançar. Pouco depois da meia noite, Wellington enviou ordens para as divisões retirarem. No conjunto de homens empenhados verificaram-se baixas superiores a 25%: 84 oficiais e 841 praças na 4ª Divisão (26,4%); 68 oficiais e 861 praças na Divisão Ligeira (30,9%). Os batalhões portugueses que actuaram com estas divisões perderam cerca de 400 homens. O único benefício obtido por este ataque foi o de, durante aquele tempo, concentrar a atenção dos franceses na defesa das brechas.
A Brigada de Walker (da 5ª Divisão), cuja missão era escalar o baluarte San Vicente, chegou às muralhas com uma hora de atraso. O corpo de tropas que transportava as escadas e os sacos para o fosso perdeu-se. Foi necessário esperar que eles regressassem ao local onde deveriam actuar para as tropas poderem avançar. As forças francesas não eram numerosas pois tinham desviado algumas companhias para a zona das brechas. As tropas do Major-General Walker acabaram por se dirigir para o baluarte de San José que capturaram. As tropas da Brigada de Bower capturaram o baluarte de San Vicente. Algumas tropas avançaram rapidamente pelas ruas da cidade, entraram em contacto com a 3ª Divisão e atacaram a retaguarda dos defensores das brechas.
Quando os franceses se aperceberam de que estavam tropas britânicas dentro da praça começaram a render-se. O General Philippon, com uma centena de homens, refugiou-se no forte de San Cristobal e conseguiu fazer sair da praça alguns cavaleiros que fizeram chegar a Soult as notícias da perda de Badajoz. Pelas 07h00 do dia 7, Philippon rendeu-se no forte de San Cristobal onde não existiam mais de trinta tiros para disparar e nenhuma ração de víveres.

#### O saque de Badajoz
Após a entrada das tropas anglo-lusas na cidade, iniciou-se o saque que, contra os costumes da época, durou três dias. Aos homens foi permitido divertirem-se durante o resto do dia e a usual e terrível cena de pilhagem teve início o que os oficiais acharam ser prudente evitarem de momento pelo que se retiraram para o exterior da cidade. A memória dos incidentes registados com a população quando as tropas britânicas tinham estado aquarteladas em Badajoz após a Batalha de Talavera (1809) e o facto assumido pelas tropas de que os habitantes que tinham permanecido na cidade eram afrancesados, terão provocado graves excessos neste tipo de ocorrência.
Esta foi uma das ocasiões em que a distinção entre combatentes e não-combatentes desapareceu completamente. Não foi caso único em que, no final da batalha, o sofrimento dos civis – devido a pilhagem, violação, tortura, morte – excedia o da guarnição. Nos costumes da época, poupavam-se os civis e até se negociavam os termos da rendição se a cidade se rendia antes do assalto. No entanto, quando a cidade resistia e era capturada através de uma acção sangrenta, as tropas ficavam fora de controlo e não existiam garantias que defendessem quem quer que seja. Esta prática era utilizada como incentivo e como prémio para as forças de assalto. No entanto, quando uma cidade era abandonada à pilhagem, esta limitava-se a vinte e quatro horas.
Em Badajoz, depois de todas as dificuldades por que passou a força de assalto e das numerosas baixas verificadas, mais de 3 500, os soldados descarregaram a sua raiva sobre a população em três dias de saque.

## Consequências da captura de Badajoz pelo exército anglo-luso
A captura das praças de Badajoz e Ciudad Rodrigo permitiu aos Aliados controlarem os dois eixos de invasão. A posse destes eixos iria permitir a Wellington tomar a iniciativa e preparar a invasão de Espanha. A preocupação dos franceses já não era a de expulsar os britânicos de Portugal. Para tentarem novamente essa possibilidade teriam de voltar a capturar Ciudad Rodrigo e Almeida no Norte, Badajoz e Elvas no Sul. No entanto o único trem de cerco existente estava empenhado no Cerco de Cadiz. Além disso, o Exército Aliado estava muito mais forte do que em 1810. As tropas portuguesas tinham experiência de batalha e mostraram ser tropas de confiança. A cavalaria britânica tinha recebido importantes reforços. Sem contar com o apoio que os espanhóis viessem a prestar, Wellington dispunha agora de um exército de campanha com cerca de 60 000 homens e estava senhor do terreno onde aquelas fortalezas constituíam fortes bases de operações.